# Egyesült Arab Labdarúgó-szövetség
Az Egyesült Arab Labdarúgó-szövetséget (arabul: الإتحاد العربي لكرة الق, angolul: Union Arab de Football Association) 1974-ben alapították Tripoliban, Líbiában. Jelenleg 22 arab tagállammal rendelkező sportszervezet.
Az UAFA alapvető célkitűzése, hogy az Arab-világ labdarúgóit összefogja és sporteseményeikkel fejlődésüket elősegítse.
A nemzeti labdarúgó-válogatottak számára 1962-2012 között kilenc alkalommal arab nemzetek kupáját, 1953-2007 között kilenc alkalommal Pan Arab Játékokat, illetve a Perzsa-öböl nemzeti labdarúgó-válogatottai számára 18 alkalommal Perzsa-öböl Nemzeteinek Kupáját szerveztek.
Arab sportegyesületek számára európai mintára Bajnokok Ligáját és Kupagyőztesek Kupáját rendeznek.
A legsikeresebb arab nemzetek: Egyiptom, Irak, Kuvait és Szaúd-Arábia.

## Tagállamok
Afrikából 11, míg Ázsiából 12 nemzet tagja az UAFA-nak. Minden UAFA-tagállam egyben tagja a Nemzetközi Labdarúgó-szövetségnek (FIFA) is. 
| Ázsia (AFC) - Egyesült Arab Emírségek - Bahrein - Irak - Jemen - Jordánia - Katar - Kuvait - Libanon - Omán - Palesztina - Szaúd-Arábia - Szíria |  | Afrika (CAF) - Algéria - Comore-szigetek - Dzsibuti - Egyiptom - Líbia - Mauritánia - Marokkó - Szomália - Szudán - Tunézia - Nyugat-Szahara |

## Labdarúgó-események
Nemzeti labdarúgó-válogatottak számára:
- Arab nemzetek kupája
- Pan Arab Játékok
- Perzsa-öbölbeli Nemzetek Kupája

Labdarúgó-egyesületek számára:
- Arab Bajnokok Ligája
- Perzsa-öbölbeli Kupagyőztesek Kupája